# GAZ猛虎車
GAZ猛虎車( ГАЗ-2330 «Тигр»)為俄羅斯2006年起裝備的基層輕裝甲四輪車，類似美軍悍馬車的角色。
其中，供應給中國武警使用的車輛是授權給中國燕京公司組裝。
此型車屬於全地形車輛。也有眾多民間版本和警消改型。

## 特徵
車身無須改裝就能加裝30毫米AGS-17烈火自動榴彈發射器、12.7毫米Kord重機槍或7.62毫米PKP「佩切涅格」通用機槍，阿聯酋生產的阿聯酋虎式運輸車也是GAZ猛虎底盤改裝而成，但略為縮小，並針對沙漠優化，後被阿聯酋賣給黎巴嫩等國。
- GAZ-2975-最初原型，非裝甲車輛
- GAZ-2330-兩門與三門的非装甲SUV型
- GAZ-23304-五門的非装甲SUV型
- GAZ-233001 / GAZ-233011-四門的非装甲皮卡型
- GAZ-233002 / GAZ-233012-兩門的非装甲皮卡型
- GAZ-233003 / GAZ-233013-三門的非装甲SUV型
- GAZ-3121 -非装甲民間商用SUV型，有公開發售
- GAZ-SP46-敞篷校閱禮賓車
- GAZ-233034 SPM-1-俄羅斯聯邦內務部警用型
- GAZ-233034 SPM-1 AAV -反劫機進攻車輛
- GAZ-233036 SPM-2 -装甲SUV型
- R145 BMA -裝甲指揮車型
- 信號旗D/EM -八枚反坦克飛彈車
- 專案420 -換裝420馬力增加一倍的實驗車
- 大師6A SPV - 裝甲強化SUV型
- GAZ-233014 STS -陸軍用量產装甲SUV型
- GAZ-233114大師M - 陸軍用量產装甲強化SUV型
- VPK-233136-上方艙口改裝的陸軍用量產装甲SUV型
- GAZ VPK-3927 - 地雷防禦加強車，戰地巡邏車
- GAZ-3937 - 車體大改的裝甲運兵車型

## 使用國

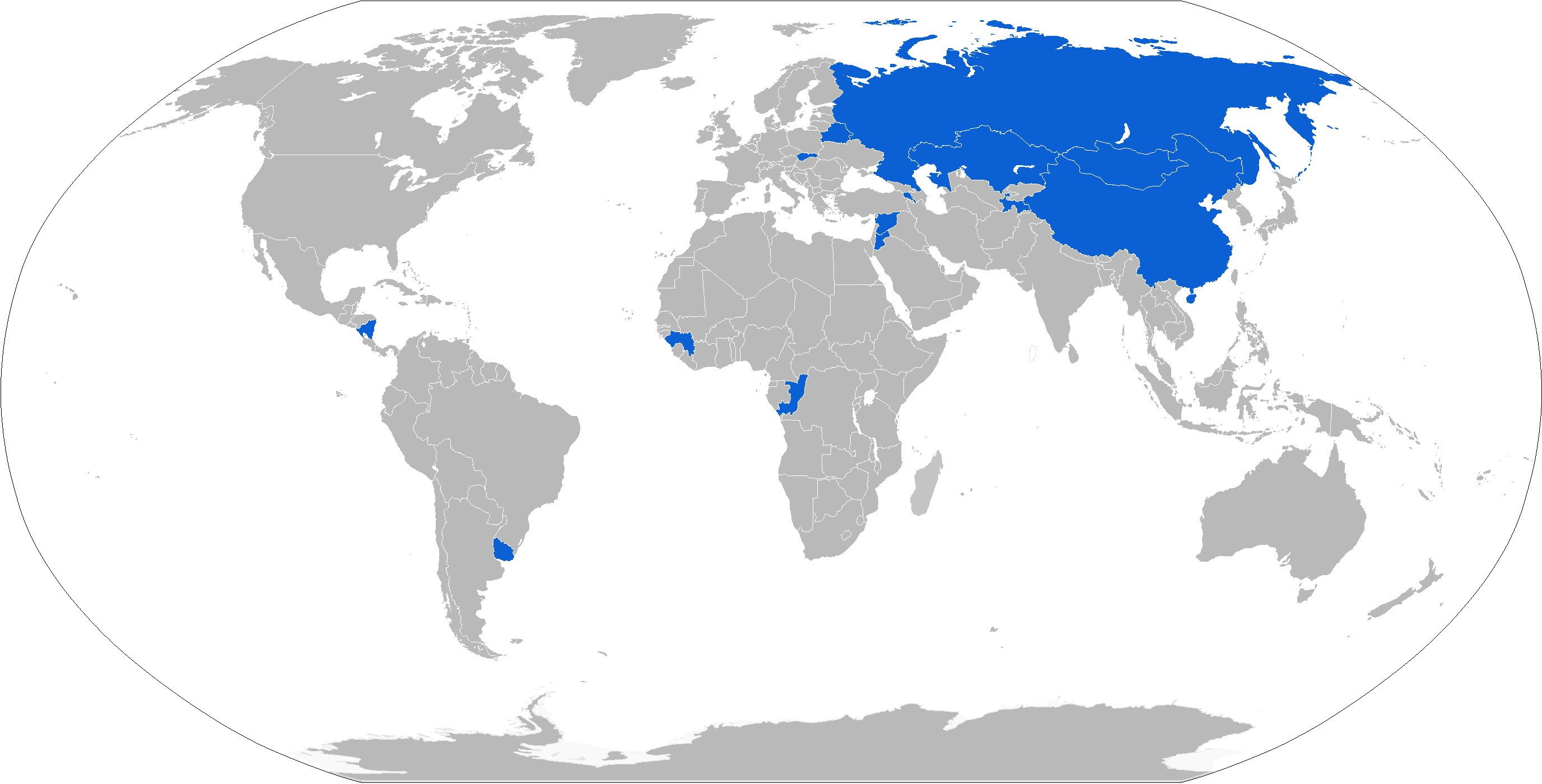
Map of Tigr operators in blue

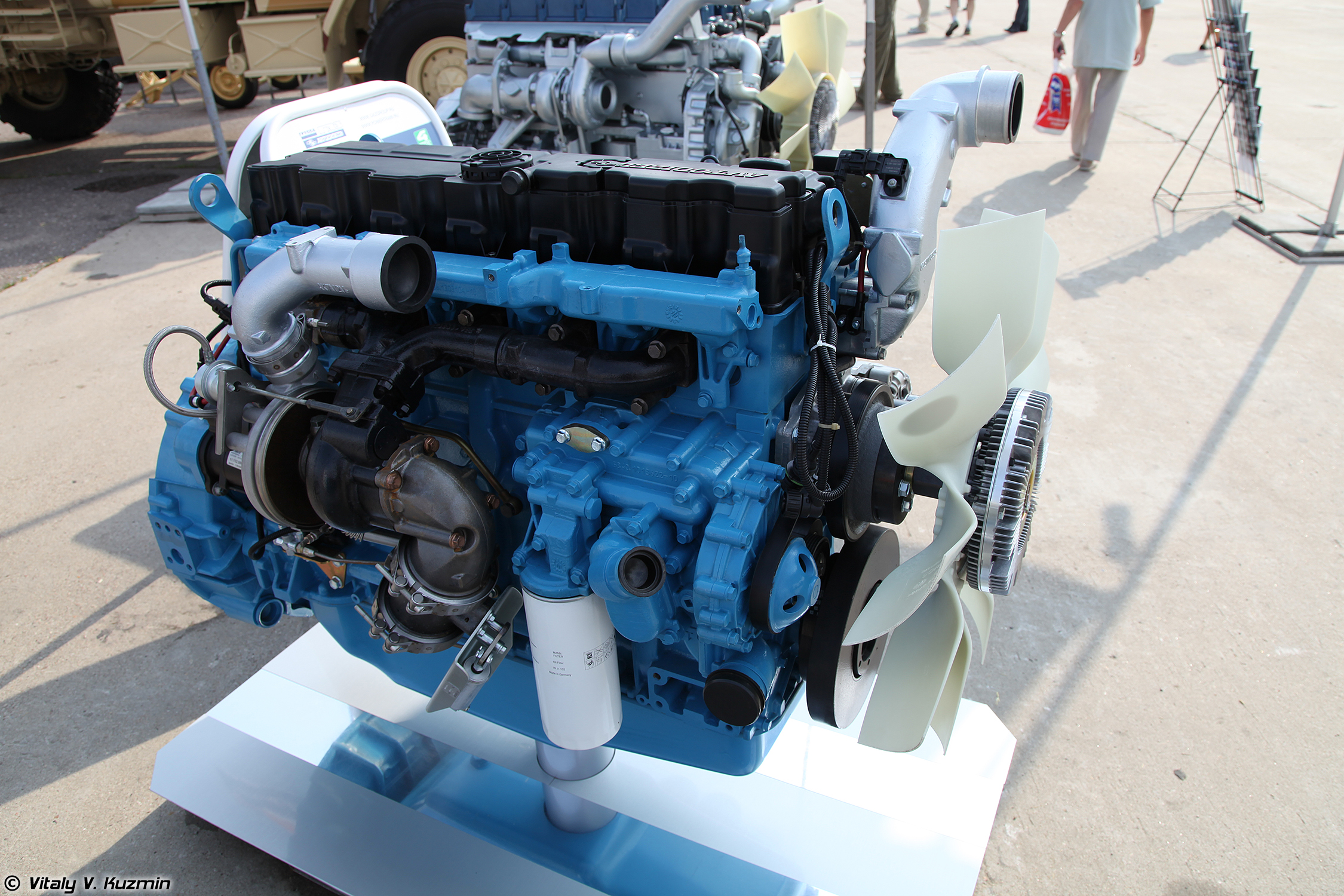
YaMZ5347-10 柴油機
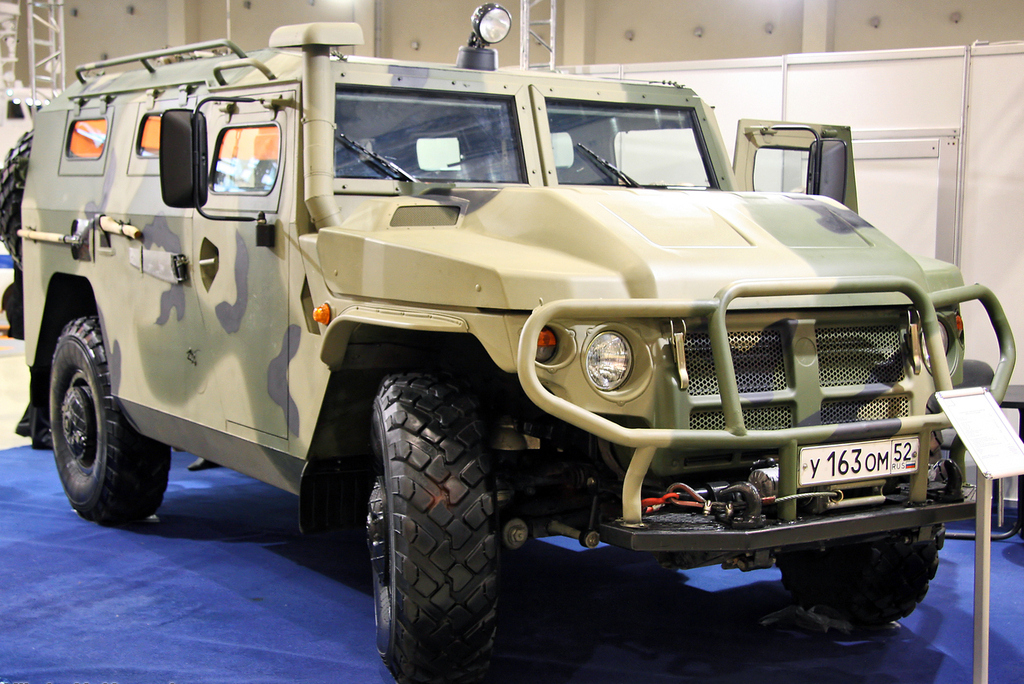
VPK-233114 猛虎M型
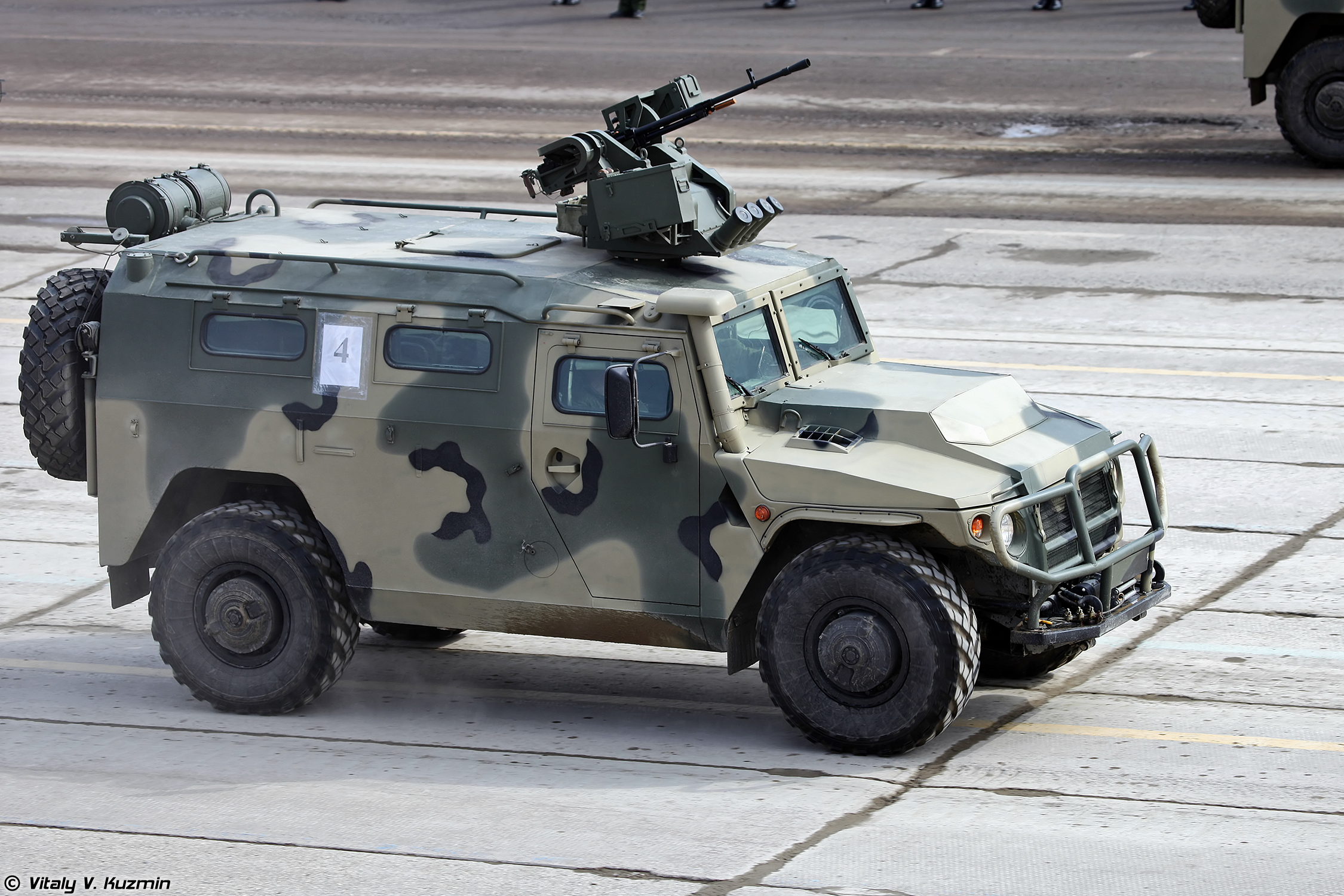
AMN 233114 猛虎M加裝 Arbalet-DM遙控武器
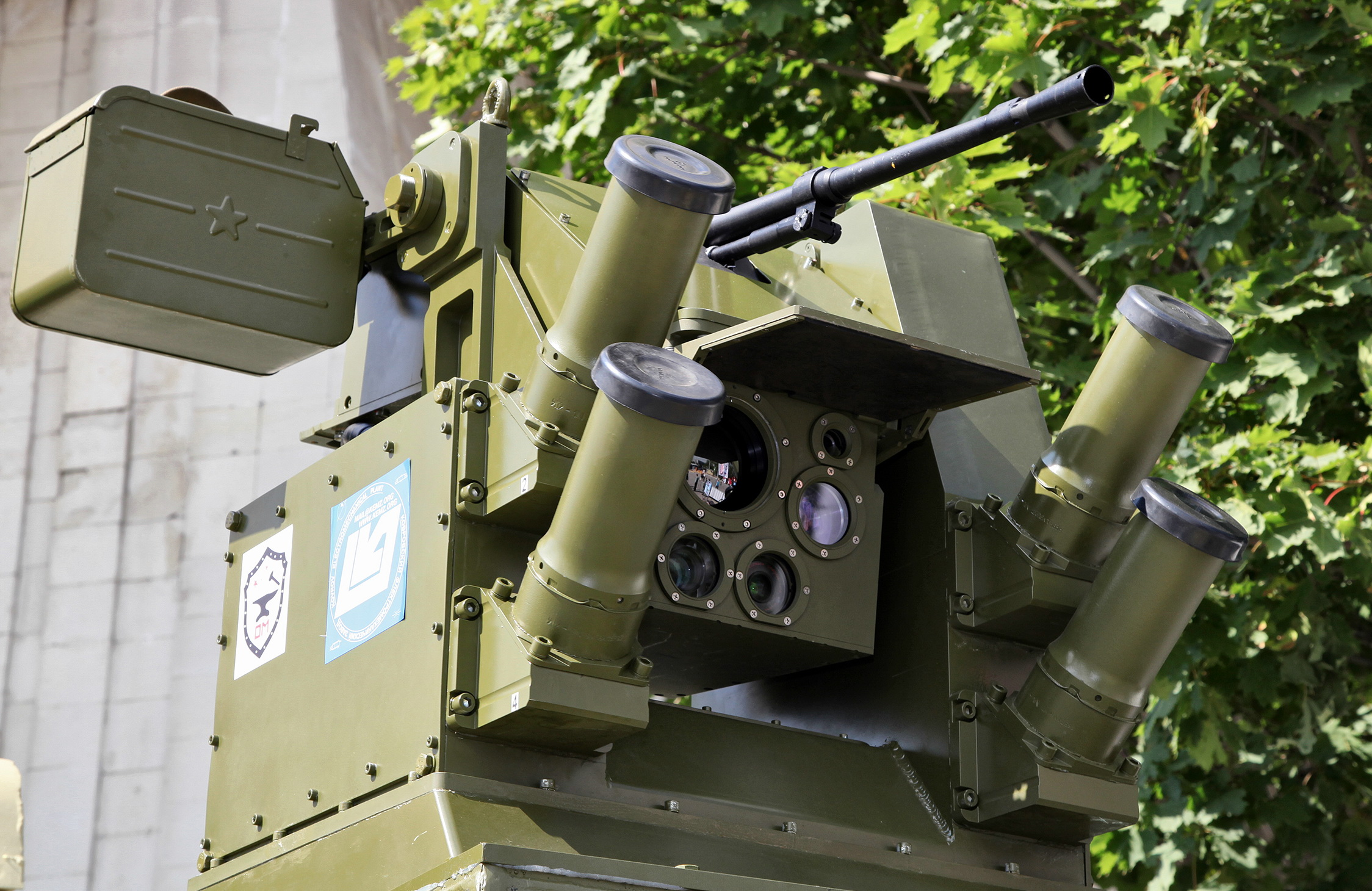
Arbalet-DM遙控武器
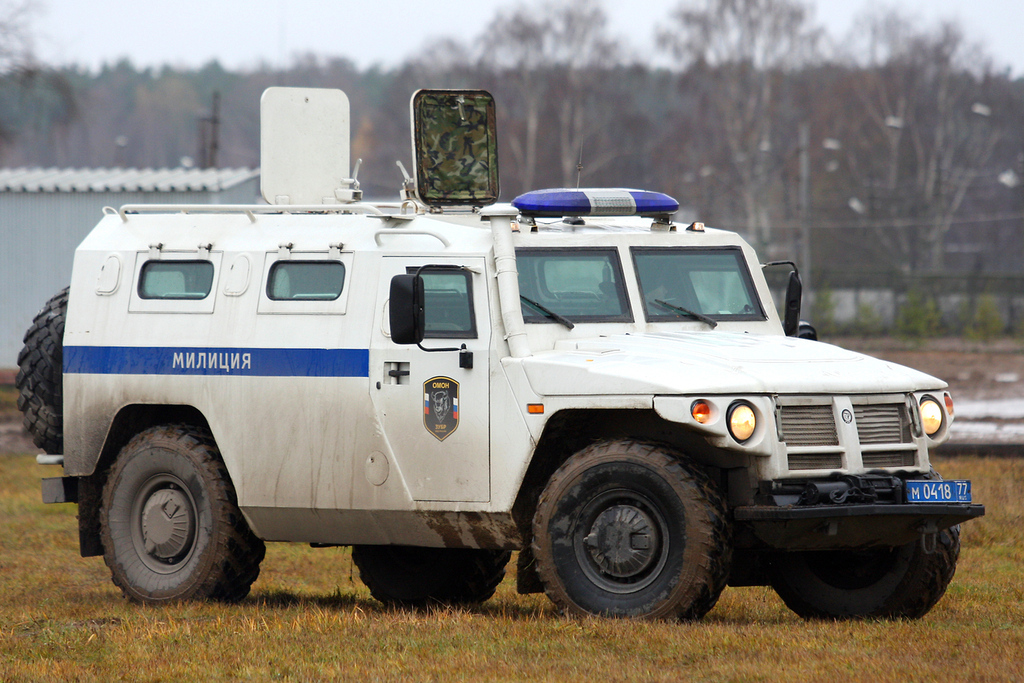
警用版
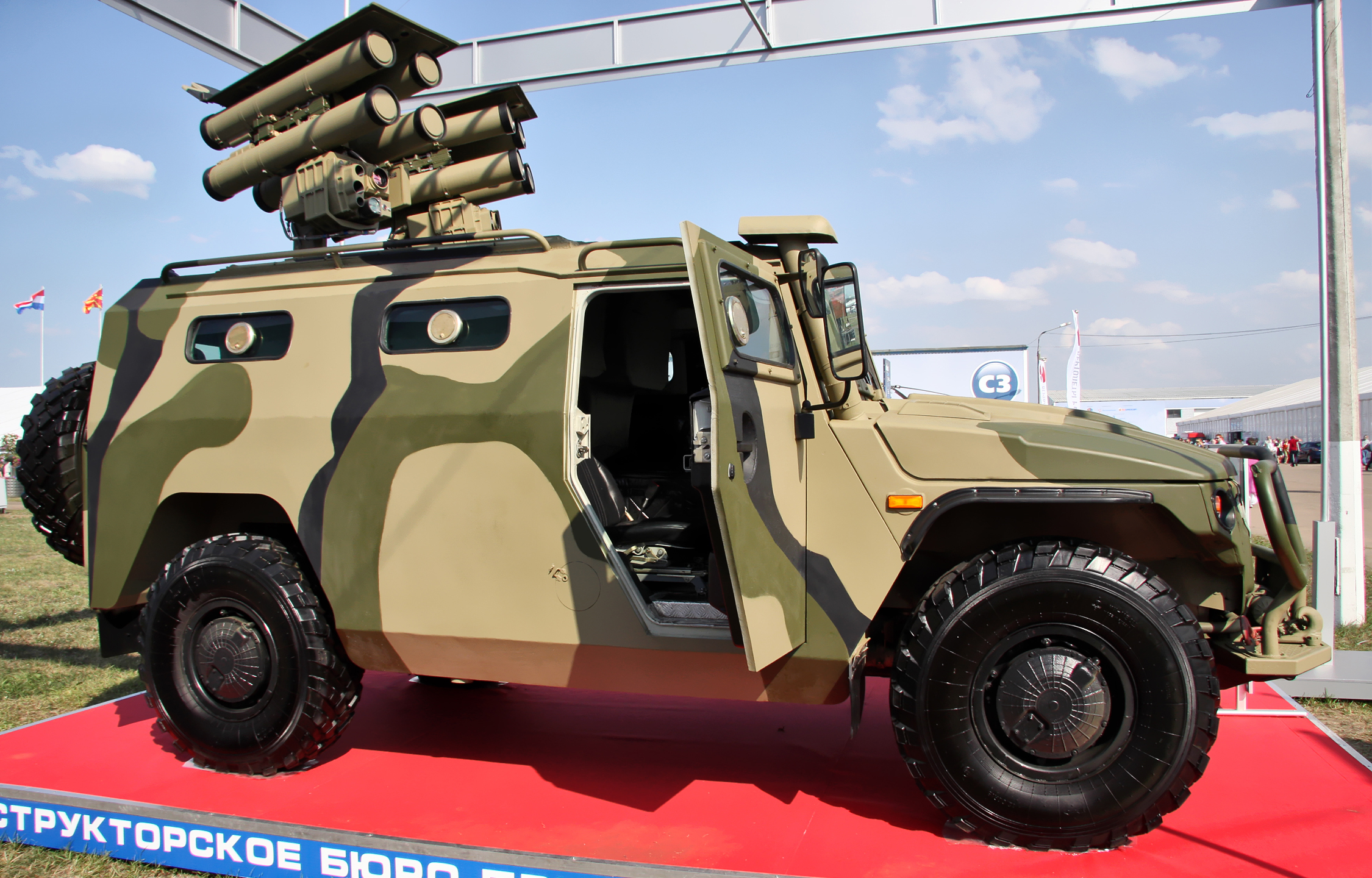
加裝八枚反坦克導彈
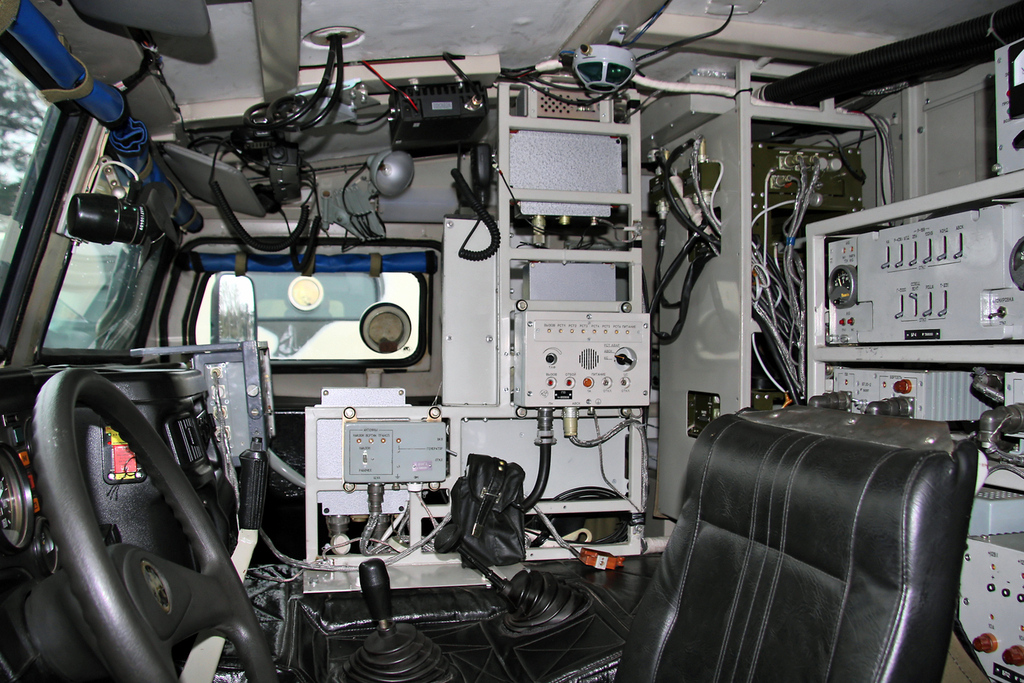
指揮車版內部通訊設施
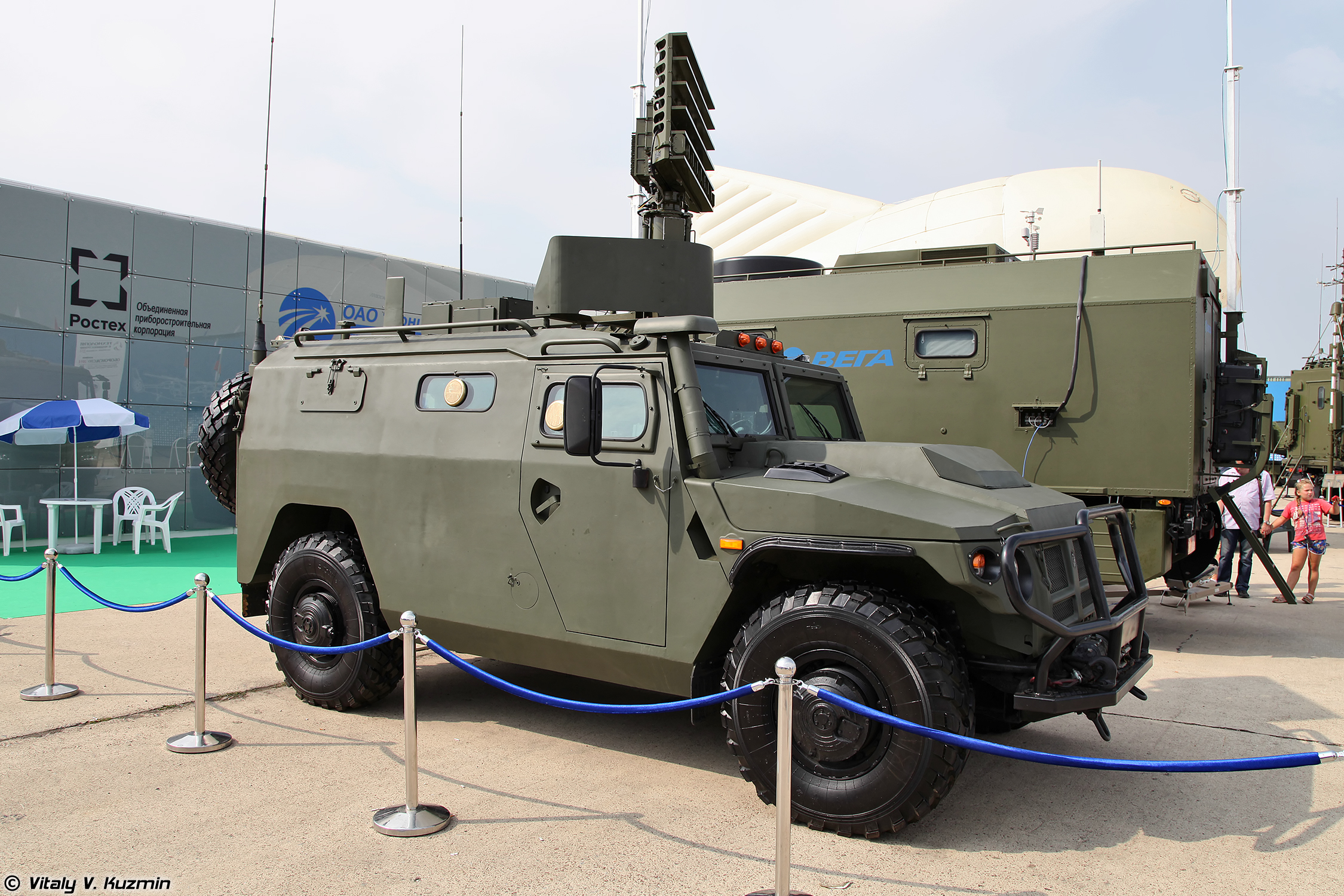
防空雷達車版
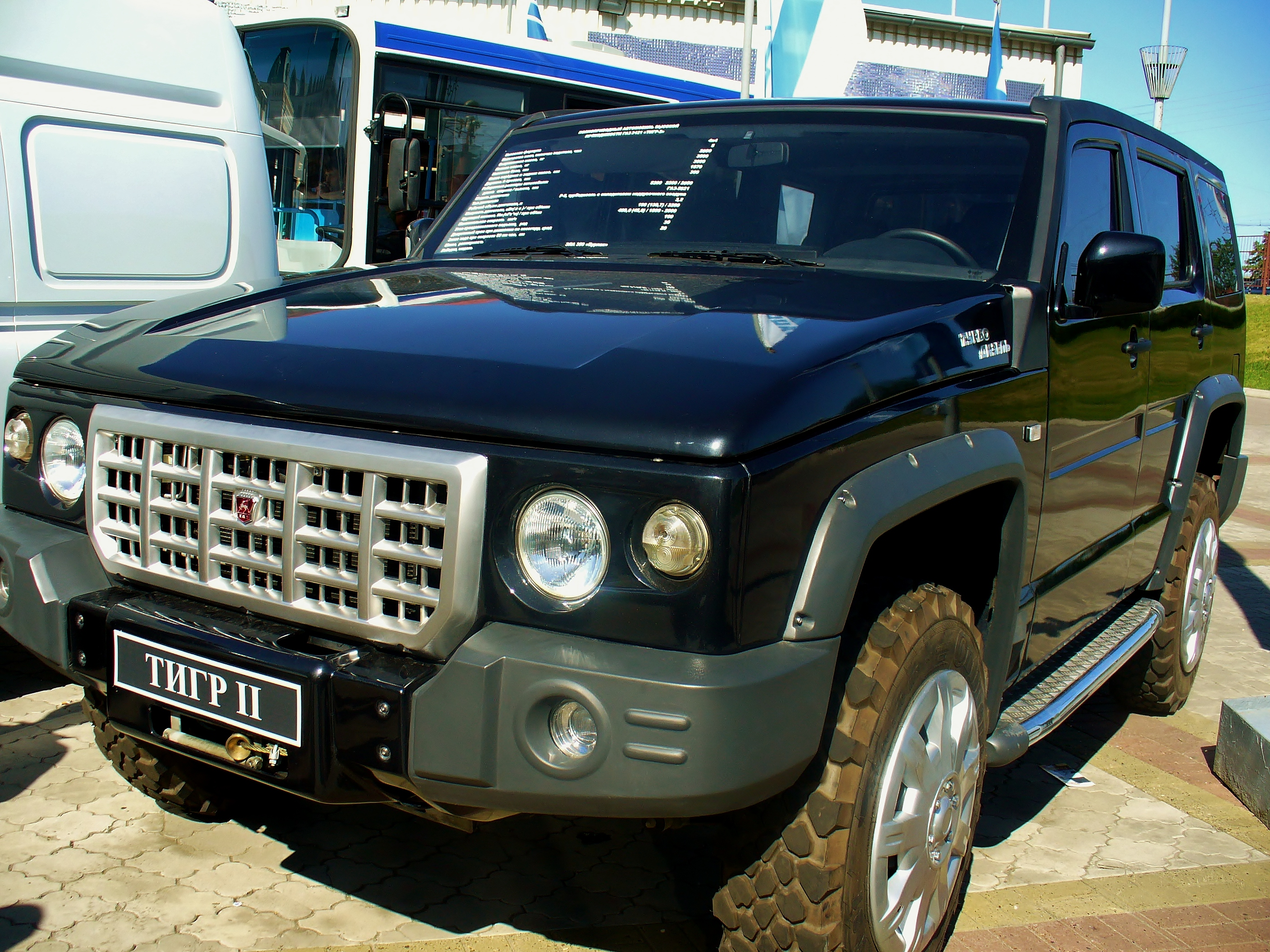
民用型

### 現役
- 亞美尼亞: 陸軍裝備.[1]
- 白俄羅斯: 陸軍裝備[1]
- 中华人民共和国: 燕京公司生產 型號「YJ2080 哨兵」.[2]部分用於武警.[3]
- 刚果共和国: 國家警衛隊裝備.[4][5]
- 几内亚: 3 輛以上用於總統衛隊.[3]
- [6]
- 蒙古国: 特警裝備[7]
- 尼加拉瓜: 2012開始引進.[8]
- 俄羅斯: 2,000輛以上.[9][10][11] 500 輛於 2011服役.[3] 20 輛Ms型 於2016服役.[12] 陸海軍大量裝備.[13]
- 斯洛伐克[14]
- 叙利亚: 陸軍裝備
- : 陸軍裝備
- 乌克兰：2022年俄羅斯入侵烏克蘭期間自俄軍繳獲[15]。
- 乌拉圭: 3 輛用於總統衛隊[3] 加裝防撞設備和影像監視.[3] 2017交貨.[16]另10輛用於國家衛隊.[17]

### 訂購意向
- 埃及: 表達用於國家警衛.[18]

### 評估購買
- 巴西:2011年起評估用於特警.[3]
- 印度: 訂購兩輛測試車.[3][19]
- 约旦: 私人安保公司訂購一輛 價格$250,000美金的猛虎用以評估.[20]

## 參看
- 悍馬車
- 輕裝甲機動車